# Radiodrome
Die Radiodrome („Leitstrahlkurve“, v. lat. radius „Strahl“ und griech. dromos „Lauf, Rennen“), oder Hundekurve ist eine spezielle ebene Verfolgungskurve.
Sie beschreibt die Bewegung eines Punktes, der einen anderen Punkt verfolgt. Beide Punkte bewegen sich dabei mit konstanter, aber nicht notwendigerweise gleicher Geschwindigkeit.

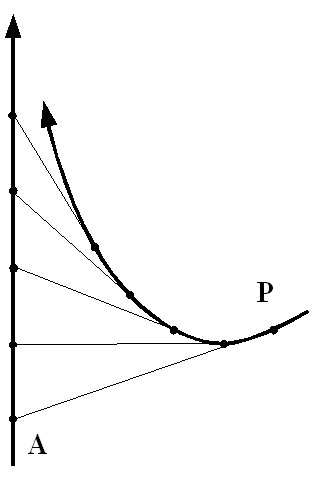
Konstruktionsprinzip der geraden Radiodrome, x und y positiv

Die „gerade Radiodrome“ beschreibt den einfachen Fall, in dem der Verfolgte sich auf einer Gerade bewegt. Pierre Bouguer beschrieb sie 1732 erstmals. Sie ist eine der Kurven, die mit dem Trivialnamen „Hundekurve“ bezeichnet werden, da sie von einem Hund beschrieben wird, der einen auf einer geraden Linie fliehenden Hasen verfolgt (soweit sich der Standort des Hundes nicht auf dieser Linie befindet). Pierre-Louis Moreau de Maupertuis erweiterte die Problematik bald darauf auf beliebige Leitkurven. Dies führte zur Definition der „allgemeinen Radiodrome“.
Die Kurve tritt typischerweise in Tracking-Problemen in der Robotik und dynamischen Simulationen auf (Verfolgungsprobleme).

## Allgemeine Gleichung
Sei {\displaystyle A(t)=(A_{1}(t),A_{2}(t),A_{3}(t))} die Bewegung des verfolgten Punktes und {\displaystyle P(t)=(P_{1}(t),P_{2}(t),P_{3}(t))} die Verfolgerkurve. Dann hat man die Gleichung
{\displaystyle {\frac {(P(t)-A(t)).{\dot {P}}(t)}{\parallel P(t)-A(t)\parallel }}=1}
für alle Zeitpunkte {\displaystyle t}, wobei {\displaystyle .} das Skalarprodukt bedeutet. Diese Gleichung ergibt sich aus der Gleichung
{\displaystyle {\frac {(A(t)-P(t))}{\parallel A(t)-P(t)\parallel }}.{\frac {{\dot {P}}(t)}{\parallel {\dot {P}}(t)\parallel }}=1},
welche beschreibt, dass die Tangente in {\displaystyle P(t)} parallel zur Geraden durch {\displaystyle A(t)} und {\displaystyle P(t)} ist (das Skalarprodukt sich also als Produkt der Längen der Vektoren ergibt) und der Bedingung {\displaystyle \parallel {\dot {P}}(t)\parallel =1}.

## Spezielle Radiodrome

### Gerade Radiodrome
Bildungsgesetz
Sei {\displaystyle A_{0}} der Startpunkt eines „Verfolgten“, und {\displaystyle P_{0}} der Startpunkt eines „Verfolgers“.
Wandert der Punkt {\displaystyle A} mit der Geschwindigkeit {\displaystyle v={\text{const.}}} auf einer Geraden, und bewegt sich der Punkt {\displaystyle P} mit der Geschwindigkeit {\displaystyle w={\text{const.}}} immer in Richtung des Punktes {\displaystyle A}, dann durchläuft {\displaystyle P} eine Radiodrome.
Funktionsgleichung in kartesischen Koordinaten
Sei weiters das Geschwindigkeitsverhältnis {\displaystyle k={\tfrac {v}{w}}}.
{\displaystyle A_{0}(0|0)} im Ursprung, {\displaystyle P_{0}(1|0)} auf der x-Achse, A bewege sich entlang der y-Achse. Dann bewegt sich {\displaystyle P} auf der Kurve
{\displaystyle y(x)={\frac {1}{2}}\left({{1-x^{(1-k)}} \over (1-k)}-{{1-x^{(1+k)}} \over {(1+k)}}\right)\quad {\text{ für }}k\neq 1}
{\displaystyle y(x)={\frac {1}{4}}\cdot \left({x^{2}}-\ln {x^{2}}-1\right)\quad {\text{ für }}k=1}
Den zweiten Fall nennt man eigentliche Radiodrome. Sie stellt den einfachsten Spezialfall dar.

#### Herleitung
1. Für die Bewegung eines Punktes {\displaystyle P} mit der Geschwindigkeit {\displaystyle w} auf einem Funktionsgraphen gilt grundsätzlich: {\displaystyle w={\frac {\mathrm {d} s}{\mathrm {d} t}}={\frac {\sqrt {\mathrm {d} x^{2}+\mathrm {d} y^{2}}}{\mathrm {d} t}}={\frac {{\sqrt {1+{\frac {\mathrm {d} y^{2}}{\mathrm {d} x^{2}}}}}\cdot \mathrm {d} x}{\mathrm {d} t}}={\sqrt {1+y'^{2}}}\cdot {\dot {x}}.} Da hier die Bewegung nach links verlaufen soll, {\displaystyle x} also abnimmt, ist {\displaystyle {\frac {\mathrm {d} x}{\mathrm {d} t}}} negativ. Soll w durch einen positiven Wert dargestellt werden, so verwendet man hier {\displaystyle {\dot {x}}=-{\frac {w}{\sqrt {1+y'^{2}}}},w=} konstant.
2. Ebenfalls grundsätzlich gilt: {\displaystyle {\dot {y}}={\frac {\mathrm {d} y}{\mathrm {d} t}}={\frac {\mathrm {d} y}{\mathrm {d} x}}{\frac {\mathrm {d} x}{\mathrm {d} t}}=y'\cdot {\dot {x}}}  sowie {\displaystyle (y'{\dot {)}}={\frac {\mathrm {d} y'}{\mathrm {d} t}}={\frac {\mathrm {d} y'}{\mathrm {d} x}}{\frac {\mathrm {d} x}{\mathrm {d} t}}=y''\cdot {\dot {x}}}.
3. Nun fährt {\displaystyle A} mit der konstanten Geschwindigkeit {\displaystyle v} auf der {\displaystyle y}-Achse nach oben, hat also zum Zeitpunkt {\displaystyle t} den Wert {\displaystyle A(0|v\cdot t)}. Dann zeigt die Tangente an den gesuchten Graphen von P auf A, und man erhält die Tangentenbedingung {\displaystyle {\frac {\mathrm {d} y}{\mathrm {d} x}}={\frac {y-vt}{x}}}. Das ergibt die Differentialgleichung: {\displaystyle y'\cdot x+v\cdot t=y} .
4. Differentiation nach {\displaystyle t} liefert {\displaystyle (y'{\dot {)}}\cdot x+y'\cdot {\dot {x}}+v={\dot {y}}}. Mit dem unter 2. Gesagten ergibt sich daraus {\displaystyle y''\cdot {\dot {x}}\cdot x+y'\cdot {\dot {x}}+v=y'\cdot {\dot {x}}}, was sich zu {\displaystyle y''\cdot {\dot {x}}\cdot x+v=0} vereinfacht.
5. Ersetzt man nun {\displaystyle {\dot {x}}} nach 1., erhält man {\displaystyle -y''\cdot {\frac {w}{\sqrt {1+y'^{2}}}}\cdot x+v=0}
6. Die Lösung gelingt mit Integration durch die Substitution {\displaystyle u=y',} somit {\displaystyle u'=y''}. Daraus folgt {\displaystyle u'\cdot {\frac {w}{\sqrt {1+u^{2}}}}\cdot x=v} und durch Trennung der Variablen zu {\displaystyle {\frac {\mathrm {d} u}{\sqrt {1+u^{2}}}}={\frac {k}{x}}\cdot \mathrm {d} x} mit {\displaystyle k={\frac {v}{w}}}.
7. Integrieren liefert {\displaystyle \operatorname {arsinh} (u)=k\cdot \ln x+C} (siehe arsinh), sowie Rücksubstitution und Anwenden der Definitionsformel des sinh x, mit C1 = eC, zu: {\displaystyle y'={\frac {\mathrm {d} y}{\mathrm {d} x}}={\frac {1}{2}}\left[C_{1}\cdot x^{k}-{\frac {1}{C_{1}}}\cdot x^{-k}\right]}
8. Hierauf erneutes Integrieren, unter Berücksichtigung von C2 liefert: {\displaystyle y={\frac {1}{2}}\left({\begin{matrix}\quad \\{\frac {C_{1}\cdot x^{(1+k)}}{(1+k)}}\\\quad \end{matrix}}-\left\lbrace {\begin{matrix}{\frac {x^{(1-k)}}{C_{1}\cdot (1-k)}}\\{\frac {\ln {x}}{C_{1}}}\end{matrix}}\right\rbrace \right)+C_{2}{\begin{cases}{k\neq 1}\\{k=1}\end{cases}}}
9. Einsetzen der Startwerte von {\displaystyle y'} bzw. {\displaystyle P} liefern die Werte für C1 und C2.

E. W. Weisstein gibt in  eine geschlossene Parameterdarstellung.
Bemerkungen
- {\displaystyle C_{1}>0}, da {\displaystyle C_{1}=e^{C}}
- Ist {\displaystyle w>v}, also {\displaystyle k<1}, so holt der Verfolger {\displaystyle P} den Verfolgten {\displaystyle A} ein, der Graph hat also dort einen Schnittpunkt mit der {\displaystyle y}-Achse. Ist {\displaystyle w\leq v}, also {\displaystyle k\geq 1}, so wird {\displaystyle A} nicht eingeholt, der Graph nähert sich also asymptotisch der {\displaystyle y}-Achse.
- Ist die Startrichtung nicht normal auf der Leitgeraden, so erhält man andere Randbedingungen. Der Tiefpunkt errechnet sich aus {\displaystyle y'=0}.
- Für eine allgemeine Lage der Leitgerade ist eine geeignete Koordinatentransformation vorzunehmen.

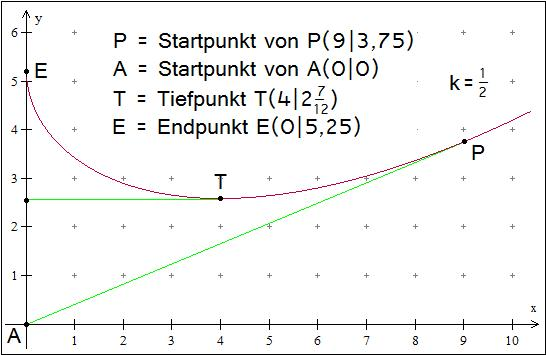
Beispiel Radiodrome

Beispiel
{\displaystyle A} werde von {\displaystyle P} mit doppelter Geschwindigkeit verfolgt, also {\displaystyle k=v/w=0{,}5}. Legt man ein Koordinatensystem mit {\displaystyle A} im Ursprung und {\displaystyle y}-Achse in Bewegungsrichtung von {\displaystyle A} an, senkrecht dazu durch {\displaystyle A} also die {\displaystyle x}-Achse, so möge sich {\displaystyle P} gerade in {\displaystyle P(9|3{,}75)} befinden. {\displaystyle P} bewegt sich nun auf den Ursprung zu, die Tangente der Radiodrome hat also bei {\displaystyle P} die Steigung {\displaystyle 3{,}75/9=5/12}. Dies eingesetzt in die Gleichung aus 7. liefert mit {\displaystyle x=9}: {\displaystyle {\frac {5}{12}}={\frac {1}{2}}\left[C_{1}\cdot 9^{0{,}5}-{\frac {1}{C_{1}}}\cdot 9^{-0{,}5}\right]={\frac {1}{2}}\left[3\cdot C_{1}-{\frac {1}{3\cdot C_{1}}}\right]}, was auf die quadratische Gleichung {\displaystyle C_{1}^{2}-{\frac {5}{18}}\cdot C_{1}-{\frac {1}{9}}} mit den Lösungen {\displaystyle C_{1}={\frac {1}{2}}} bzw. {\displaystyle -{\frac {2}{9}}} führt, wobei nur die positive Lösung verwendbar ist (s. 1. Bemerkung). In die Gleichung für {\displaystyle y} aus 8. eingesetzt erhält man: {\displaystyle y={\frac {1}{2}}\left({\frac {1}{3}}\cdot x\cdot {\sqrt {x}}-4\cdot {\sqrt {x}}\right)+C_{2}.}
Einsetzen von P(9|3,75) liefert C2=5,25. Damit ergibt sich {\displaystyle y={\frac {1}{2}}\left({\frac {1}{3}}\cdot x\cdot {\sqrt {x}}-4\cdot {\sqrt {x}}\right)+5{,}25} mit {\displaystyle y'={\frac {1}{2}}\left[{\frac {1}{2}}\cdot {\sqrt {x}}-{\frac {2}{\sqrt {x}}}\right]={\frac {1}{4\cdot {\sqrt {x}}}}\left(x-4\right).} Bei {\displaystyle x=4} und damit {\displaystyle y=2{\frac {7}{12}}} hat der Graph einen Tiefpunkt, bei {\displaystyle x=0} und damit {\displaystyle y=5{,}25} holt Verfolger {\displaystyle P} den Verfolgten {\displaystyle A} ein. Auch die Länge des von {\displaystyle P} zurückgelegten Weges lässt sich leicht berechnen: {\displaystyle {\sqrt {1+y'^{2}}}={\sqrt {1+{\frac {x^{2}-8x+16}{16x}}}}={\sqrt {\frac {x^{2}+8x+16}{16x}}}={\frac {1}{4\cdot {\sqrt {x}}}}(x+4)={\frac {\sqrt {x}}{4}}+{\frac {1}{\sqrt {x}}}} mit der Stammfunktion {\displaystyle F(x)={\frac {x\cdot {\sqrt {x}}}{6}}+2\cdot {\sqrt {x}}}. Der von {\displaystyle P} von {\displaystyle x=9} bis zum Tiefpunkt bei {\displaystyle x=4} zurückgelegte Weg beträgt dann {\displaystyle F(9)-F(4)=5{\frac {1}{6}}}. Die dort waagerechte Tangente zeigt auf {\displaystyle A} und hat die Höhe {\displaystyle y=2{\frac {7}{12}}} (s. o.), {\displaystyle A} hat also den Weg {\displaystyle 2{\frac {7}{12}}} zurückgelegt, genau die Hälfte von {\displaystyle 5{\frac {1}{6}}}, da {\displaystyle A} halb so schnell ist wie {\displaystyle P}. Von {\displaystyle x=9} bis {\displaystyle x=0} legt {\displaystyle P} den Weg {\displaystyle F(9)-F(0)=10{,}5} zurück, {\displaystyle A} die Hälfte, also {\displaystyle 5{,}25}, weshalb {\displaystyle A} bei {\displaystyle A(0|5{,}25)} von {\displaystyle P} getroffen wird.

#### Eigenschaften
- Die Verbindungslinie von entsprechenden {\displaystyle A} und {\displaystyle P} ist Tangente an die Radiodrome.
- Offensichtlich ist {\displaystyle y} nicht negativ für alle {\displaystyle x}, falls der Startpunkt oberhalb der {\displaystyle x}-Achse liegt.

Analyse des Geschwindigkeitsparameters {\displaystyle k}
{\displaystyle k\geq 1}: 
- Bei {\displaystyle k>1} ist {\displaystyle A} schneller als {\displaystyle P}, Die Kurve nähert sich asymptotisch der {\displaystyle y}-Achse: Der Verfolger ist langsamer und erreicht den Verfolgten nicht, noch kreuzt er seine Bahn.
- Bei gleicher Geschwindigkeit ({\displaystyle k=1}) läuft der Verfolger in zunehmend gleichem Abstand hinter dem Verfolgten her: Die Kurve zeigt das Grenzwert-Verhalten einer „Traktrix“.

{\displaystyle k<1}: 
- Es gibt genau einen Endpunkt des Graphen am linken Rand {\displaystyle x=0} der Definitionsmenge. Der Verfolger ist schneller als der Verfolgte und erreicht jenen in endlicher Zeit. Wir nennen diesen Punkt „Treffpunkt“ oder „Fangpunkt“, die Kurve ist im Fangpunkt tatsächlich zu Ende.

Der Fall {\displaystyle k=0} ist trivial, nämlich eine Gerade. Der Verfolger ist „unendlich“ schnell, oder der Verfolgte steht still.
Für rationales {\displaystyle k\neq 1} degeneriert die Funktion zu einer algebraischen Kurve – sind beispielsweise {\displaystyle v,w\in \mathbb {N} }, so ist diese Kurve vom Grad {\displaystyle {\tfrac {vw+w\max\{v,w\}}{ggt^{2}(v,w)}}\quad {\text{falls}}\ v\neq w}.

### Kreis-Radiodrome

Kreis-Radiodrome (rot), bei der der Verfolger den Verfolgten nach einem Umlauf einholt.

Bewegt sich der „Verfolgte“ auf einer Kreislinie und startet der „Verfolger“ im Mittelpunkt, so ergibt sich eine weitere Version.
Haben Verfolgter und Verfolger die gleiche Geschwindigkeit, so wird der Verfolgte „nach unendlicher Zeit“ eingeholt, d. h. der Abstand zwischen Verfolger und Verfolgtem konvergiert gegen 0.
Falls die Verfolgerkurve eine höhere Geschwindigkeit als die verfolgte Kurve hat, wird sie diese in endlicher Zeit einholen.
Falls die Verfolgerkurve geringere Geschwindigkeit als die verfolgte Kurve hat, wird sie sich einem Kreis mit kleinerem Durchmesser annähern.

### Beispiel

Radiodrome (rote Kurve)

Zwei Verfolger (rot und blau in der Grafik) kämpfen nach einer Passabgabe um einen Ball (gelb). Beide sind gleich schnell und schneller als der Ball. Während Blau den Zielpunkt abschätzt und sich auf einer Geraden bewegt, läuft Rot auf einer Radiodrome (Hundekurve) dem Ball hinterher und ist wegen des längeren Wegs langsamer.